# Монтеро, Ирене
Ире́не Мари́я Монте́ро Хиль (исп. Irene María Montero Gil, род. 13 февраля 1988, Мадрид) — испанская женщина-политик от левой партии «Подемос» и коалиции «Унидос-Подемос» («Вместе мы можем»). Депутат Европейского парламента с 16 июля 2024 года. Член Конгресса депутатов от Мадрида с 13 января 2016 года по 17 августа 2023 года. В прошлом — министр равенства (2020—2023). Феминистка. Является автором законопроекта о всеобъемлющей защите сексуальной свободы и искоренении сексуального насилия.

## Биография
Родилась 13 февраля 1988 года в Мадриде. Училась в школе, следующей образовательной модели французского педагога Селестена Френе.
В возрасте 15 лет вступила в Союз коммунистической молодёжи Испании — молодёжную организацию Коммунистической партии Испании.
В 2006 году поступила в Мадридский автономный университет. В 2011 году закончила его со степенью бакалавра в области психологии. Во время учёбы жила пять месяцев в Чили, а также работала продавцом в сети электроники и бытовой техники. В 2013 году получила степень магистра в области педагогической психологии. В 2013 году начала подготовку в докторантуре к испытанию на степень доктора. Получила стипендию на обучение в Гарвардском университете, но предпочла заняться политической карьерой в Испании, а не переезжать в США.
В 2011 году присоединилась к социальному движению «Платформа ипотечных жертв», которая боролась с выселением людей, после мирового экономического кризиса 2008 года просрочивших ипотечные платежи.
В 2014 году приняла участие в выборах в Европейский парламент от «Платформы ипотечных жертв». Вступила в партию «Подемос», стала руководителем аппарата лидера партии Пабло Иглесиаса.
20 декабря 2015 года участвовала в выборах в Конгресс депутатов от Мадрида, заняла 4-е место и стала членом Конгресса депутатов. Была переизбрана на парламентских выборах 26 июня 2016 года, 28 апреля и 10 ноября 2019 года.
В 2017 году вошла в европейскую версию списка 30 Under 30 журнала Forbes в категории «Law and Policy».
С февраля 2017 года по январь 2020 года была пресс-секретарём парламентской группы «Подемос» и союзников (Unidos Podemos-En Comú Podem-Galicia en Común) в Конгрессе.
На партийном съезде 2017 года (Конгресс Висталегре II) набрала больше всего из женщин-кандидатов в руководство, заняв четвертое место после Пабло Иглесиаса, Пабло Эченике и Иньиго Эррехона. Является членом Координационного совета «Подемос».
В мае 2018 года Иглесиас и Монтеро выставили свои посты в «Подемос» на вотум недоверия после заметной негативной реакции однопартийцев на покупку ими загородного дома за 615 000 евро в Галапагаре. В общей сложности 68,42% членов партии проголосовали за то, чтобы оставить их на своих должностях.
13 января 2020 года получила портфель министра равенства во втором кабинете Санчеса. В мае 2022 года объявила о запуске радужной службы 028 — экстренной службы поддержки для жертв преступлений на почве ненависти или дискриминации на почве квирфобии.

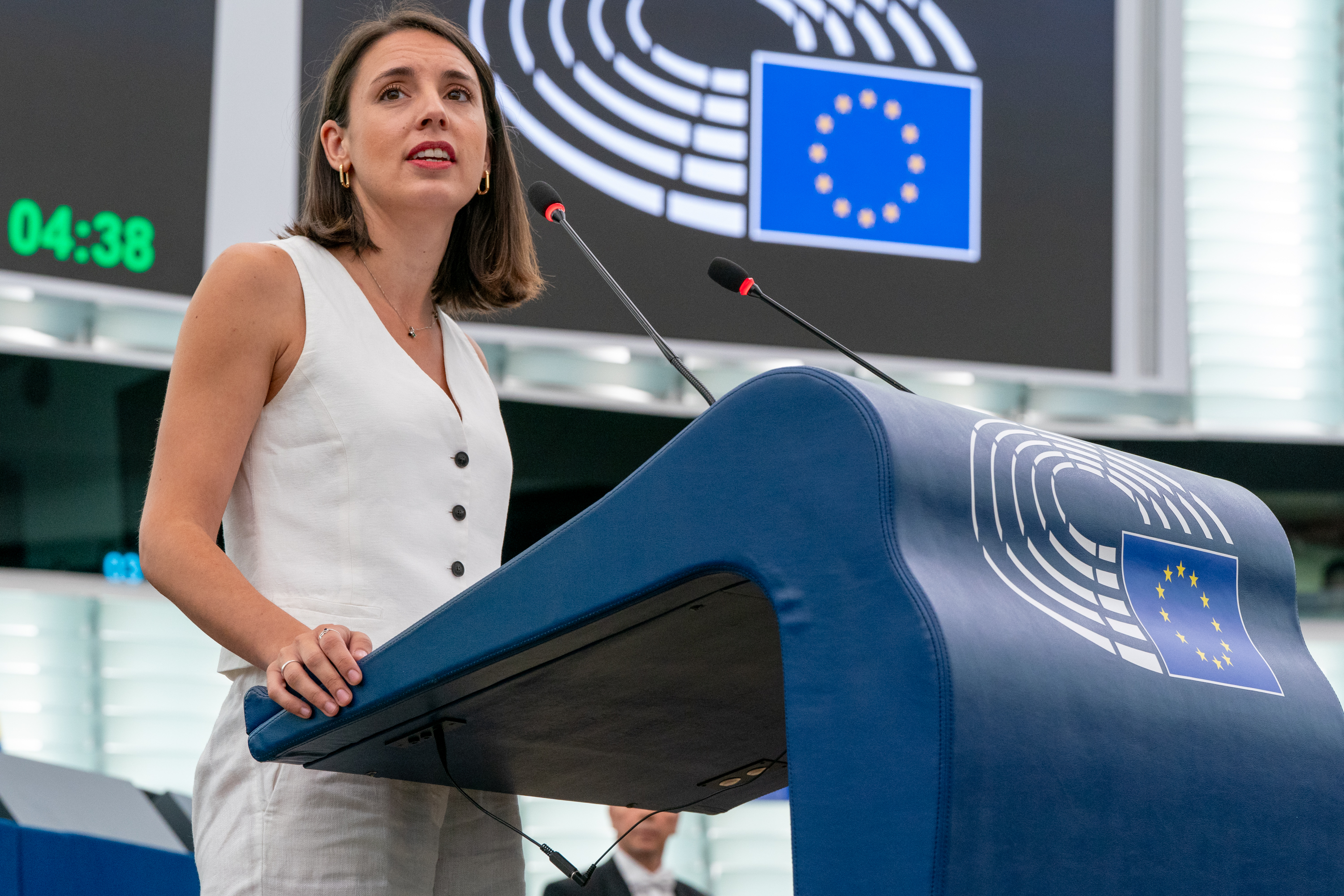
Ирен Монтеро во время выборов председателя Европарламента в июле 2024 года

Возглавляла список «Подемос» на выборах в Европейский парламент 2024 года.
16 июля 2024 года баллотировалась на выборах председателя Европейского парламента от своей группы Левые в Европейском парламенте – GUE/NGL. Получила 61 голос. Была переизбрана Роберта Метсола, которая получила 562 голоса.

## Личная жизнь
Супруга (в гражданском партнёрстве) Пабло Иглесиаса (род. 1978), в прошлом — лидера коалиции «Унидос-Подемос», вице-премьера и министра по социальным правам и повестке 2030 во втором кабинете Санчеса. В июле 2018 года родила близнецов Лео и Мануэля, в середине 2019 года — дочь Айтану. Из-за преждевременных родов новорожденные близнецы находились в отделении интенсивной терапии в государственной больнице Мадрида.